# Hōzōin In'ei
Hōzōin Kakuzenbō In'ei (宝 蔵 院 覚 禅房 胤 栄, 1521 - 16 de outubro de 1607) foi um monge budista e sōhei, abade do templo Hōzōin e guardião de todos os templos de Nara. Ele é famoso por ter fundado uma escola de Sōjutsu chamada Hōzōin-ryū em 1560.

## História
In'ei nasceu no primeiro ano de Daiei (1521) como o segundo filho de Nakamikado Tajima Inei, que era um monge guerreiro do Kōfuku-ji.  In'ei era um monge do Templo Kōfuku-ji em Nara, Japão. Ele adorava artes marciais e treinou nas artes marciais com espada de Nen-ryū sob o comando de Toda Yosaemon e Tenshin Shōden Katori Shintō-ryū com o de Izasa Ienao. Ao mesmo tempo, ele foi treinado e orientado por Daizendayū Moritada , um mestre da lança. Sob a orientação deste mestre, In'ei aperfeiçoou sua habilidade com a lança. Segundo a lenda, na madrugada do 12º dia do primeiro mês do 22º ano de Tenbun (1553), a In'ei de 33 anos foi iniciada em duas técnicas secretas de Moritada, considerada a encarnação de Marishi-Ten. In'ei foi conhecido por ter organizado o encontro entre Kamiizumi Nobutsuna e Yagyū Munetoshi, sendo o catalisador para a criação de Yagyū Shinkage-ryū. Diz-se que uma noite, ao ver o reflexo da lua crescente brilhando no lago Sarusawa em Kōfuku-ji, ele se inspirou a criar uma lança com uma ponta em forma de cruz. Ele imaginou que esse estilo de lança seria mais eficaz na luta. Com este novo tipo de lança (conhecido como jumonji-yari (十 文字 槍)), ele fundou o Hōzōin-ryū, baseado nos ensinamentos do Shintōryū e do Shinkageryū.

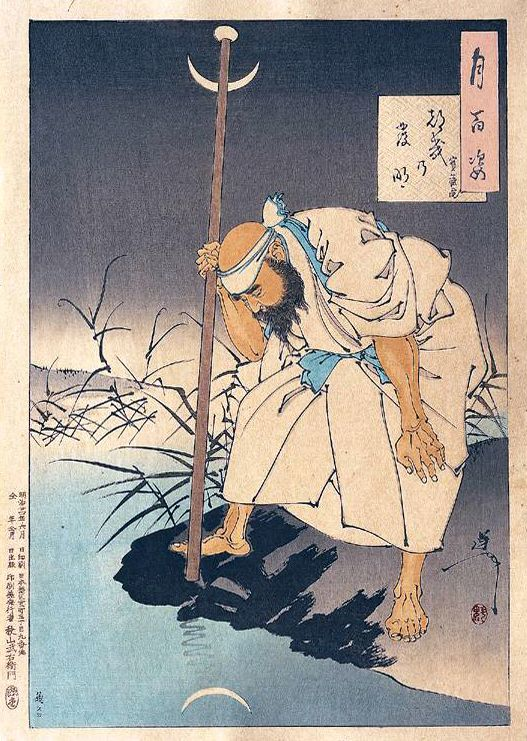
In'ei observando o reflexo da lua

O desenvolvimento do Sōjutsu de Hōzōin-ryū foi muito bem-sucedido, até que em 1585 Hashiba Hidenaga se tornou senhor do castelo Kōriyama e ordenou que os templos e santuários Shintō, bem como as pessoas comuns da província de Yamato, entregassem todas as armas. A pressão levou ao abandono do treinamento de artes marciais em templos e santuários. Em 1586, o título budista mais importante, Hōin, foi concedido a In'ei, de 75 anos. Neste momento, ele foi solicitado por Konparu Dayū Yasuteru para instruir seu filho Shichirō Ujikatsu. Por causa da reputação e influência de Konparu (mesmo em Tokugawa Ieyasu), aos 75 anos reviveu o treinamento Sōjutsu. A partir de então, o número de seus discípulos aumentou de uma forma que as pessoas diziam que "o número daqueles que treinam nesta arte não só preenche um pelotão, mas preenche um exército inteiro". Em 1604, o jovem Miyamoto Musashi foi imediatamente a Nara e visitou In'ei, de 84 anos. Devido à idade avançada do primeiro diretor do Hōzōin-ryū e à juventude de seu sucessor (Inshun tinha apenas 16 anos), o homem que enfrentou o desafio de Musashi foi Okuzōin Dōei. A lenda de Musashi e sua visita aumentaram a fama da escola, frequentemente mencionada nas histórias sobre Musashi, do romance Musashi de Eiji Yoshikawa ao mangá "Vagabond".
Um ano antes de sua morte (em 1607), In'ei proibiu o treinamento de sōjutsu. Isso deveria ter levado à extinção de pelo menos a linha do mosteiro da escola. No entanto, após sua morte, seu sobrinho, Hōzōin Inshun reiniciou seus treinamentos e suspendeu a ordem. Inshun continuou a linha do mosteiro e treinou ainda mais seus discípulos que se tornaram mestres da linha secular, ainda vivos hoje. In'ei e seus sucessores (incluindo Inshun) estão enterrados no cemitério do templo Byakugōji em Nara, onde os modernos membros Hozoinryu ainda os veneram e cuidam dos túmulos. A escola também cuida de outros memoriais, a pedra Marishiten (personificação da divindade Marishiten do templo Hōzōin para o qual In'ei orou) e a pedra memorial no terreno do Hōzōin.

## Leitura Complementar
- Frederic, Louis (2002). Japan Encyclopedia. Cambridge, Massachusetts: Harvard University Press.
- De Lange, William. Famous Swordsmen of the Sengoku Period